# André de Meeûs d'Argenteuil
Pour les articles homonymes, voir Famille de Meeûs d'Argenteuil.
Le comte André de Meeûs d'Argenteuil, né à Bruxelles (Belgique) le 18 novembre 1879 et mort à Watermael-Boitsfort le 28 mars 1972, est un général-major belge, et un haut dignitaire de la Cour.

## Biographie
Petit-fils du comte Ferdinand de Meeûs, André de Meeûs d'Argenteuil est le fils du comte Eugène de Meeûs (1834-1915) et de la comtesse Marie-Charlotte du Couëdic de Kergoaler (1843-1925), elle-même fille du comte Louis Marie du Couëdic, ancien maire de Quimperlé, et de Cécile de la Croix de Chevrières de Sayve. Il épousa Isabelle de Villegas de Clercamp, fille du comte, châtelain de Bever et bourgmestre de Strombeek-Bever. Quatre enfants sont issus de ce mariage.
André de Meeûs accomplit ses études à Alost. Des périodes plus agréables dans le parc du château du Nysdam de La Hulpe à proximité des châteaux de Roest et d'Argenteuil où habitaient ses cousins. L'étang de la longue Queue les séparait de l'actuel domaine Solvay ; de grands mouvements nautiques eurent lieu à cet endroit.[réf. nécessaire]

## Carrière
Formé à l'Ecole militaire de Bruxelles, il devient rapidement lieutenant au 2e régiment de Guides, âme du 2e escadron pendant la campagne de 1914-18. Adjudant-major du colonel A.E.M. du Roy de Blicquy.
Son frère aîné, le comte Francis, chargé de porter les autorisations de l'attaque au régiment, souhaite participer à la Charge de Burkel en 1918 dans la lutte pour la libération du pays. Comme il était le plus âgé et père de nombreux enfants, on décide en haut lieu de lui faire suivre l'auto blindée chargée de mitrailler la route. Mais l'auto est atteinte ; le chauffeur est tué, ce qui oblige Francis de contourner le véhicule et d'être en première ligne de tir et foudroyé à cheval et au galop. Il meurt sur le coup.
Appelé d'urgence, son frère André vient saluer une dernière fois la dépouille sanglante de son cher Francis. Son attitude impeccable a fait parler de lui en haut lieu. Les officiers supérieurs lui proposent les grades de son aîné.
La victoire n'était pas loin. Rapidement, il devient commandant au 1er Guides. Il remplit cette fonction avec distinction et tact. D'humeur égale, bienveillant et amène, il a des vrais amis.
Sa compétence et son jugement sur les chevaux à sélectionner rend homogénéité aux attelages, rajeunit les livrées et restaurent les carrosses du palais. Les chevaux de selle manquent encore de taille et, concession au progrès, le garage doit être à la mode. Au cours de déplacements à l'étranger (Normandie, Saône et Loire et Paris) de nombreux haras seront visités. Les chevaux de selle resteront d'origine variée, principalement irlandais ; l'élevage national n'étant pas négligé. Grâce à lui, les équipages "à l'anglaise", tradition de Léopold Ier redeviennent un modèle du genre.
André de Meeûs d'Argenteuil a été nommé en janvier 1921 officier d’ordonnance du roi Albert Ier, Grand écuyer de Léopold III et de Baudouin Ier et Grand maître de la Maison de la reine Élisabeth,.
Colonel au 2e Chasseurs à cheval en 1933. Il s'affirme un brillant chef de Corps.
En 1934, son fils aîné Raoul, officier de réserve, se marie avec Geneviève de Trannoy, fille du colonel-baron Gaston de Trannoy.
Le premier Régiment des Guides sert sous son Commandement de 1934 à fin 1937.
Le roi Léopold III lui octroie le titre envié d'Ecuyer d'honneur, dont le général baron Lunden avait été sous Léopold II le dernier et très compétent titulaire.
Comprenant la nécessité de la motorisation, ce cavalier convaincu sut faire admettre et présider cette délicate transition avant la guerre.
Le 28 mai 1940, alors qu'il commande à Béziers le XVIe Centre de recrutement de l'Armée belge (CRAB), sa prise de position spontanée contre le discours radiophonique du ministre français de la guerre Paul Reynaud qui critiquait l'attitude de Léopold III et de l'armée belge lui vaut d'être arrêté et démis de ses fonctions et mis aux arrêts momentanément par les autorités françaises. Apprenant qu'il était en difficulté, le comte Gatien du Parc Locmaria, rentrant d'Espagne avec les enfants royaux, le ramène à Bruxelles où il reprend ses activités au palais après avoir eu un long entretien avec le souverain volontairement prisonnier au château de Laeken.
Il est appelé au poste de Grand-Maître de la reine Elisabeth. Il voyage avec la Souveraine en Yougoslavie, en Russie, etc. Il reste à son poste jusqu'à la fin de la vie de la souveraine en 1965.
Après le décès de la souveraine, il était chargé en 1966 de la transmission du patrimoine des archives de cette reine aux Archives du palais du roi.

## Honneurs

### Nationaux
- Grand cordon de l'ordre de Léopold[7]
- Grand-croix de l'ordre de la Couronne
- Grand-croix de l'ordre de Léopold II

### Étrangers
- Grand-croix de l'ordre de Saint-Olaf
- Grand-croix de l'ordre d'Adolphe de Nassau[8]
- Grand-croix de l'ordre national de la Croix du Sud
- Ordre de Vasa
- Ordre de la Couronne de Thaïlande
- Grand officier de l'ordre d'Orange-Nassau
- Commandeur de l'Ordre du Nil
- Membre de l'ordre royal de Victoria
- Officier de l'Ordre de l'Étoile d'Éthiopie
- Officier de la Légion d'honneur
- Officier de l'ordre du Soleil levant
- 4e classe de l'Ordre de la Couronne prussienne